# Johann Rudolf von Zawadsky
Johann Rudolf von Zawadsky-Polanka (geb. 6. Juli 1754 in Lasisk; gest. 22. April 1823 in Gieraltowitz) war ein preußischer Landrat.

## Leben
Johann Rudolf von Zawadsky war der Sohn von Johann George Wilhelm von Zawadsky (1720–1787), Erbherr auf Lasisk, Jäger- und Forstmeister in Pless, kursächsischer Offizier und dessen Ehefrau (⚭ 1753) Charlotte Ernestine (1728–1803), geb. von Gaffron. 

## Werdegang
Johann Rudolf von Zawadsky trat zunächst in das preußische Heer ein und stieg dort, zuletzt im Husaren-Regiment von Groeling, bis zum Rang eines Leutnants auf. Infolge eines Sturzes beim Bayerischen Erbfolgekrieg musste er seinen Dienst quittieren und wurde ab 1786 als Invalide registriert. Im Sommer 1788 ersuchte er vergeblich um das Amt als Salzfaktor in Pless. Mittels Ordre vom 1. Februar 1795 wurde er zum ersten Landrat des Kreises Schildberg ernannt. Der Konduitenliste aus dem Jahr 1800 ist zu entnehmen, „habe Dienstkenntnisse, sei tätig und von zweckmäßigem Benehmen, vorzügliche Moral“. Nach 1806 wechselte er als Landrat in den Kreis Tost-Gleiwitz, was er bis 1823 blieb.

## Persönliches
Johann Rudolf von Zawadsky war Landesältester, Rittmeister a. D und Erbherr auf Peice, Petterkowitz und Gieraltowitz. Er war seit dem 4. November 1784 mit Barbara (1765–1831), geb. von Tluck und Toschonowitz, verheiratet. Eine Tochter aus dieser Ehe war Friederike von Zawadzky.